# 徐绳周
徐绳周（1918年—2014年），男，中华人民共和国政治人物，曾任中共广东省委统战部副部长，第五届全国政协委员。